# Ptolemaios IX. Sótér II.
Ptolemaios IX. Sótér II. („Vykupitel“, řecky Πτολεμαίος Θ' Σωτήρ Β') byl egyptský faraon z dynastie Ptolemaiovců. Ptolemaios IX. vládl v letech 116–110, 109–107 a 88–81 př. n. l., jeho vláda byla dvakrát přerušena jeho bratrem Ptolemaios X. Alexandros.

## Život

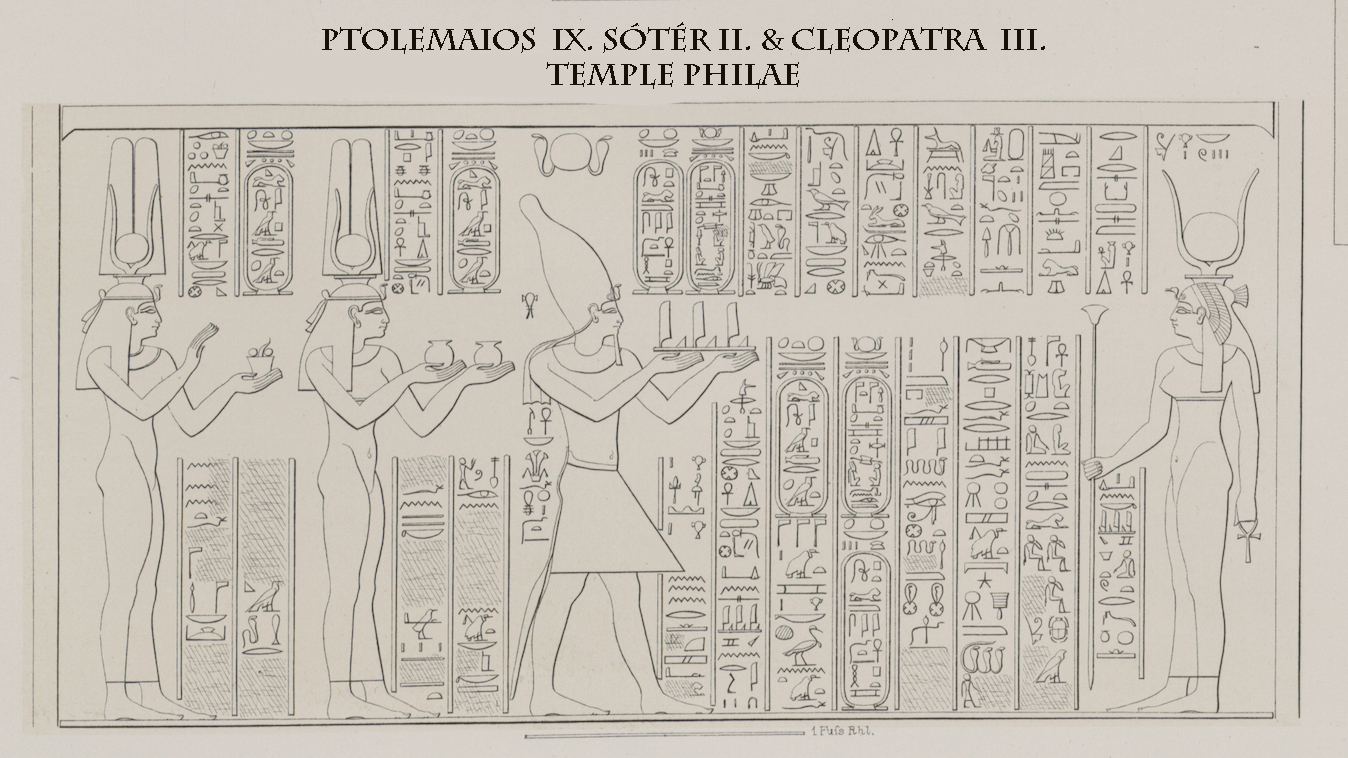
Ptolemaios IX a Kleopatra III. před bohyní Hathor

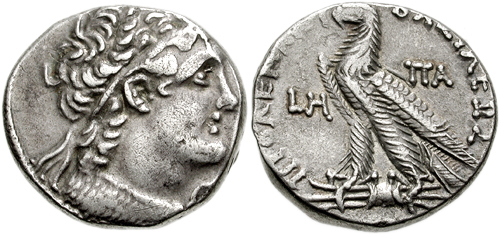
stříbrná tetradrachma Ptolemaia IX. přibližně z roku 109 př. n. l.

Ptolemaios IX. Sótér II., který si vladařské jméno vzal po svém předchůdci a zakladateli ptolemiovského rodu Ptolemaiu I. Sótéru, se po smrti svého otce Ptolemaia VIII., který si přál, aby se jeden z jeho synů stal spoluvládcem své matky Kleopatra III. Egyptské. Kleopatra III. si však nejprve zvolila svého mladšího syna Ptolemaia Alexandra, avšak alexandrijský lid je donutil, aby k vládě připustila staršího Ptolemaia IX. Sótéra II.. Ten se poté oženil se svojí sestrou Kleopatrou IV. avšak Kleopatra III. ji později vypudila a prosadila, aby její místo zaujala Kleopatra V. Seléna. Královna Kleopatra III. později rozšířila, že se Ptolemaios IX. pokusil Kleopatru Selénu zabít a roku 110 př. n. l. se jí ho podařilo sesadit a na jeho místo spoluvládce dosadit svého oblíbeného syna Ptolemaia X. Alexandra.

## Vláda
Mocenské spory eskalovaly odchodem Kleopatry III. na Kypr, kde chtěla s pomocí Selukovce Antiocha IX. zformovat armádu a po několika dalších pokusech získat spojence se postavila proti synovi Sótérovi II. v bitvě v Sýrii. Zprávy o té době jsou dost neurčité a nakonec je uzavřela a smrt Kleopatry III. 31.10.101 př. n. l. Další zmínky o Alexandrovi po smrti matky se našly jen ve zlomcích papyrusů v oáze Fajum, datované ~97 př. n. l.
Egyptské povstání v roce 91 př. n. l. způsobilo, že Ptolemaios X. Alexandros ztratil kontrolu nad jihem země. V roce 88 př. n. l. ho pak lidé vyhnali z Alexandrie a na trůn povolali Ptolemaia IX. Ptolemaios X. postavil armádu s římskou pomocí a napadl Kypr, ale byl zabit při cestě na moři. Podle  byl Ptolemaios X. Alexandros I. mentální nemocný "degenerát"
Až teprve když Ptolemaios X. padl roku 88. př. n. l. v bitvě u Kypru, mohl se Ptolemaios IX. vrátit zpět a s konečnou platností se ujmout vlády.Návrat Sótéra II. na trůn a zbývajících ~8 roků se odehrával v dalších etnických vzpourách převážně iniciovaných v Thébách. 
Památky zachované z období vlády Sótéra II. pochází převážně z roků 116-107 př. n. l. v chrámu v Dendeře. Přistavěl pylon v malém chámu v Madinet Habu. Zemřel ve věku 62 roků 80/1 př. n. l.

## Nástupnictví

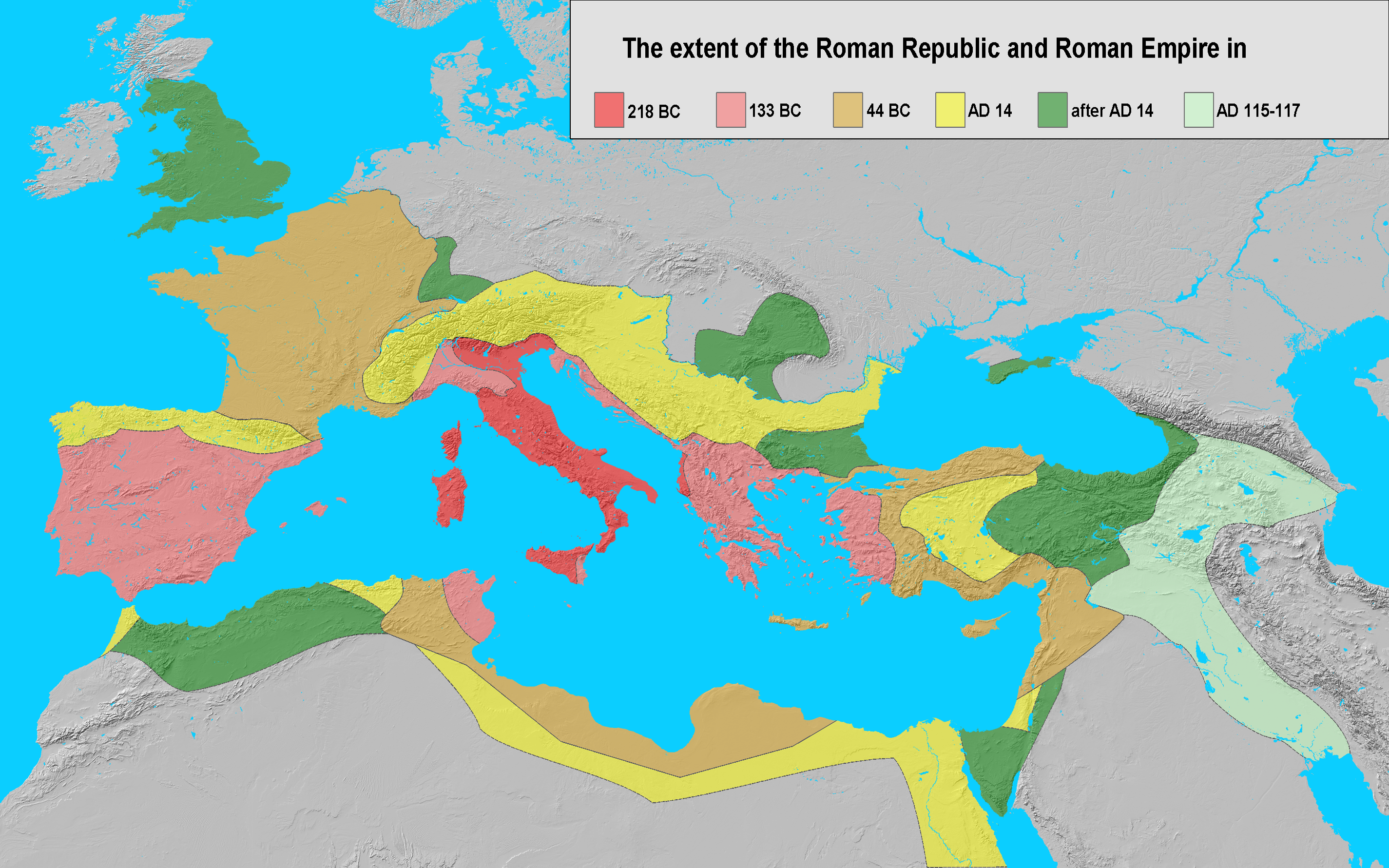
Rozsah římské expanze od 218 př. n. l.

Po smrti Ptolemia IX. na trůn nastoupila jeho dcera Bereníké III., která vládla přibližně jeden rok. Poté byla donucena ke sňatku se svým nevlastním synem Alexandrem, který dále vládl jako Ptolemaios XI. Alexandros II. avšak o devatenáct dní později ji nechal zavraždit. On sám vládl necelý rok a za nejasných okolností se z historie vytratil. Egyptské povstání v roce 91 př. n. l. způsobilo, že Ptolemaios X. ztratil kontrolu nad jihem země. V roce 88 př. n. l. ho lidé vyhnali z Alexandrie a na trůn opět povolal Ptolemaia IX. Ptolemaios X. postavil armádu s římskou pomocí a napadl Kypr, ale byl zabit při cestě na moři.

## Epilog

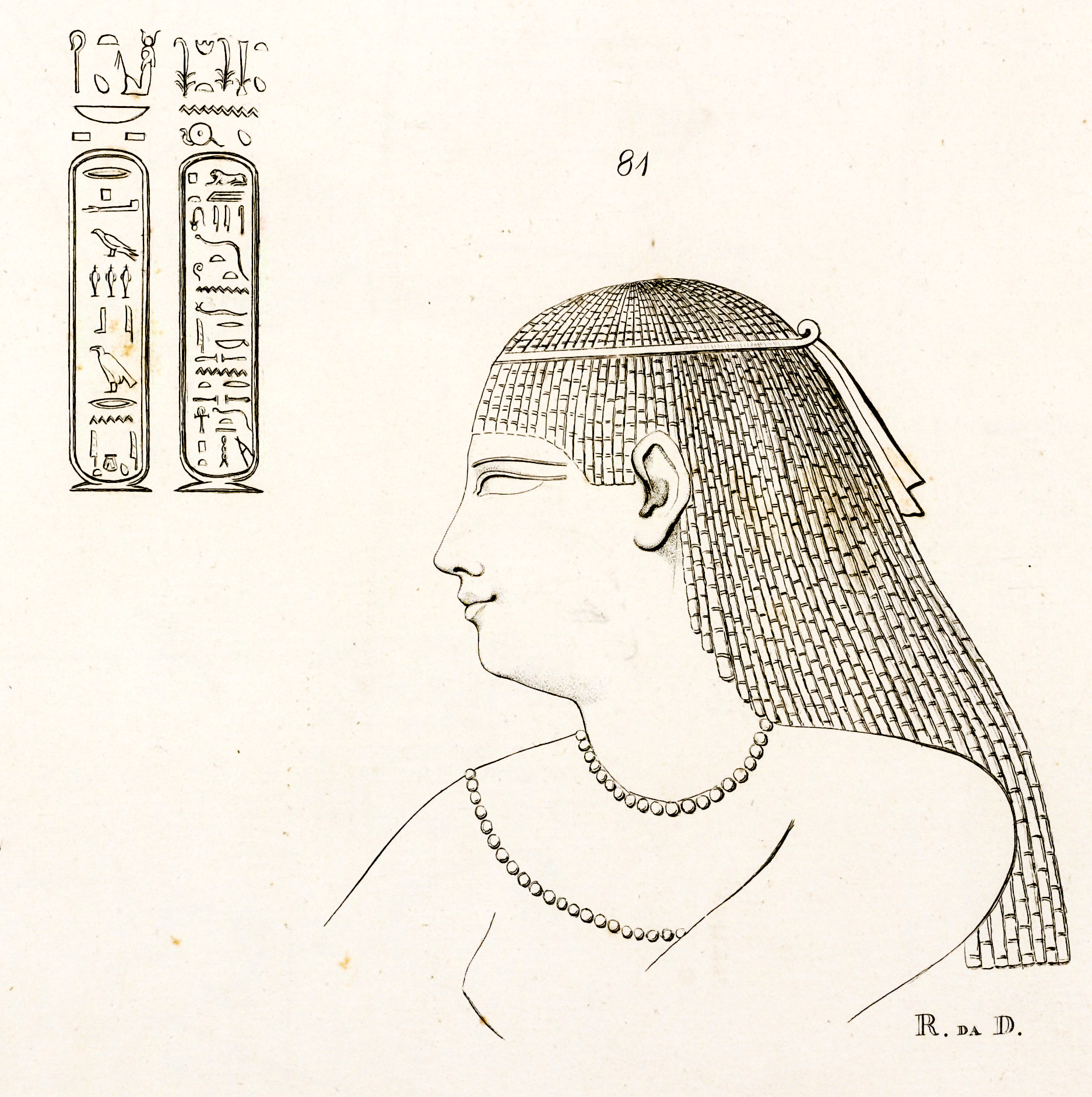
Berenika III.

Z předchozí historie vlády Ptolemáiovců, zejména od vlády Ptolemaia Filopatóra (~200 př. n. l.) skončilo období relativně stabilního vývoje a postupně se objevovaly prvky úpadku. Začal se projevovat "Dynastický syndrom".  Rozvětvený rod nejasných či vzájemně rozporných vztahů, často končících násilnou smrtí mocenských soupeřů, incestní manželství s pravděpodobnými důsledky na osobnostní rozvoj následníků, vedl k rozpadu vrcholových vládnoucích správních struktur a ekonomickému oslabení státu. Chod hospodářství zajišťovaly kněžské chrámové držby půdy a vybudovaná správní pravidla vládci nomů, nomarchy. V dolním Egyptě jich bylo 20 nomů, v horním Egyptě pak 22. Další prvky úpadku z vlády slabých faraonů byly zahraniční vlivy sousedních států s expanzivními zájmy. Historické zákonitosti kolapsu se postupně naplnily ovládnutím Egypta Římany.